# The Big Issue
The Big Issue är en tidning som säljs av hemlösa i Storbritannien. Den grundades av John Bird.